# Starksia occidentalis
Starksia occidentalis är en fiskart som beskrevs av Greenfield, 1979. Starksia occidentalis ingår i släktet Starksia och familjen Labrisomidae. Inga underarter finns listade i Catalogue of Life.